# 데일 에반스

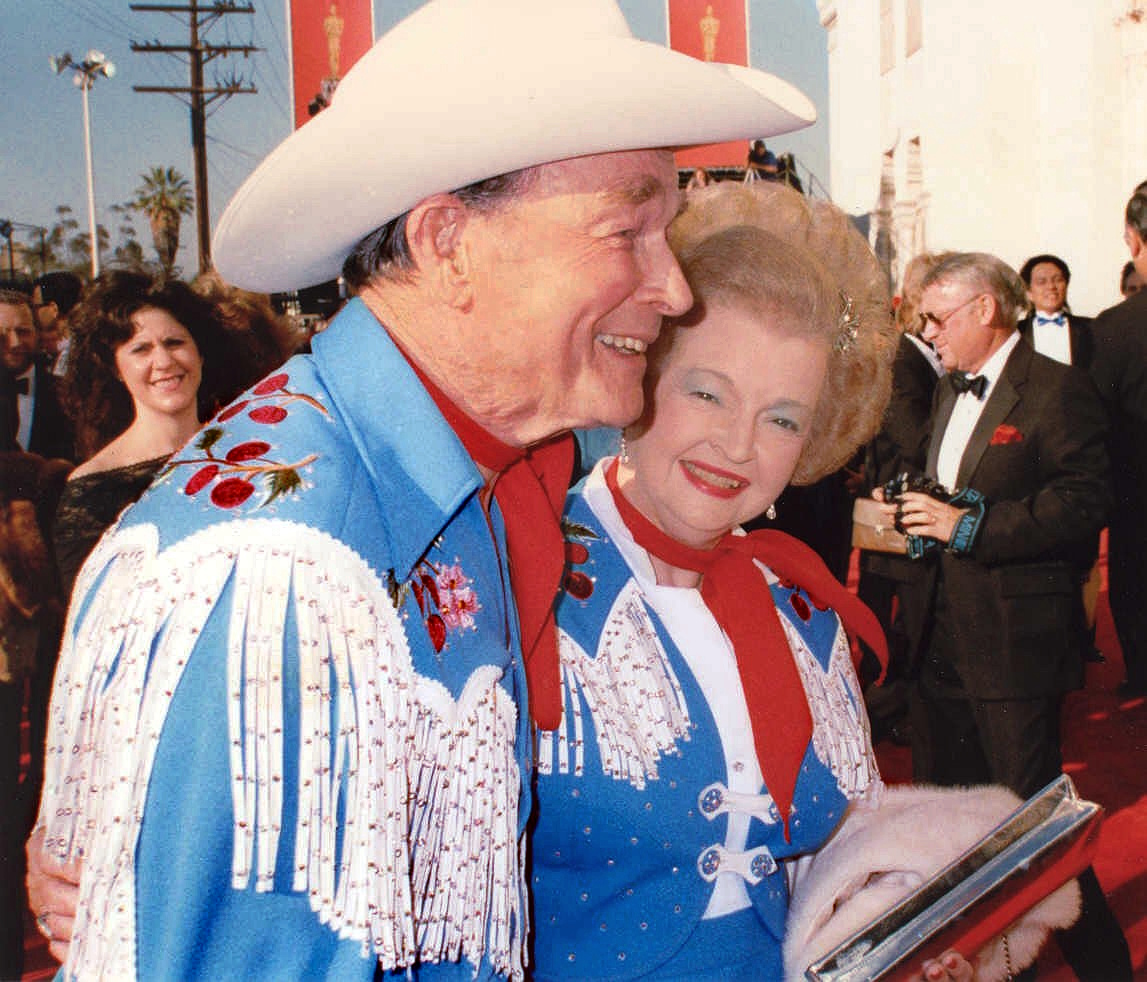

데일 에반스(Dale Evans, 1912년 10월 31일 ~ 2001년 2월 7일)는 미국의 가수, 작곡가 겸 작사가, 영화배우이다.
유밸디에서 태어났으며 애플밸리 (캘리포니아주)에서 사망하였다. 사인은 심부전이다.

## 영화
- 팰즈 오브 골든 웨스트 (1951년)
- 마이 팰 트리거 (1946년)